# Selaginella martensii
Selaginella martensii è una pianta lontanamente affine alle felci, classificata nella divisione delle Licopodiofite.

## Descrizione
Ha aspetto erbaceo, dimensioni di 20-30 cm, colore verde o verde-giallo.
Con la cosiddetta "fioritura" non si producono fiori, bensì sporofilli, vale a dire foglie modificate che producono gli sporangi, organi preposti alla riproduzione.

## Areale
Selaginella martensii è originaria del Messico.

## Uso
È usata come pianta ornamentale da appartamento a temperatura ambiente; la temperatura minima non deve essere inferiore ai 10-16 gradi.

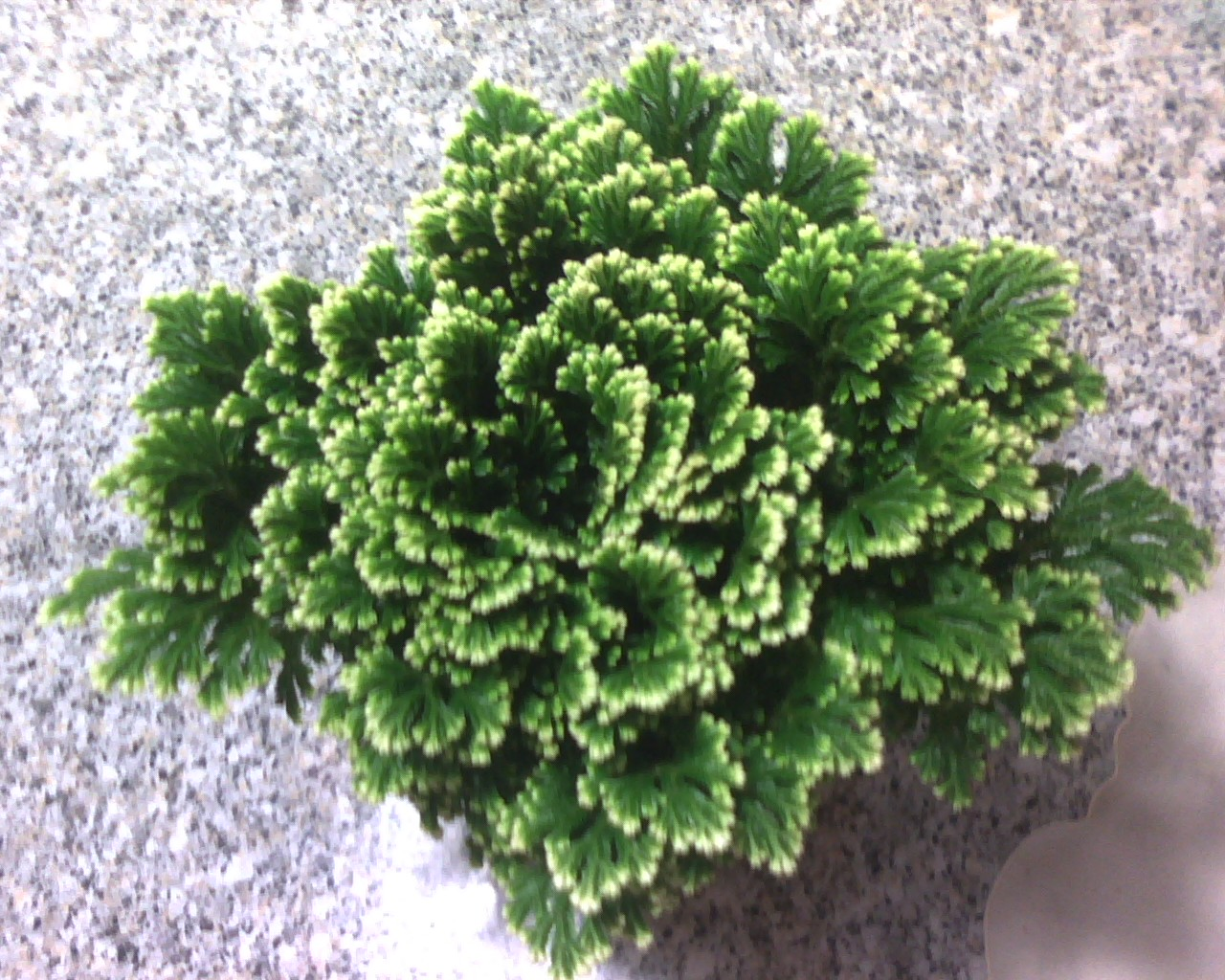
Selaginella martensii "verde giallo"

### Esposizione
Da non esporre direttamente ai raggi del sole.

### Annaffiatura
Primavera-estate: frequente annaffiatura del terriccio da mantenere sempre umido, ma senza ristagno di acqua, con nebulizzazione della chioma con acqua non fredda e non calcare.
Autunno-inverno ridurre la frequenza, ma mantenere sempre il terriccio umido con nebulizzazione della chioma con acqua non fredda.

### Concimazione
Concime per piante verdi ogni 15 giorni.

### Trattamenti
Trattamento fungicida in primavera e insetticida in inverno.

### Terreno
Torba, sabbia, terriccio, pomice, corteccia, S. Organica.

### Duplicazione
La duplicazione può avvenire in primavera rinvasando si preleva una porzione di talee che radicano facilmente. La talea va posta in un composto di torba e sabbia, con una copertura di plastica, dopo 2 settimane germoglia.